# Jorge (hijo de Constantino I de Georgia)
Jorge de Georgia (en georgiano: გიორგი) fue co-rey de Georgia desde 1408 hasta 1412.
Era el tercer hijo del rey Constantino I y su esposa Natia Natela o Khourtsidzé. Fue co-rey de Georgia con sus dos hermanos mayores desde 1408 hasta 1412.
Alrededor de 1434 , se casó con Gul Shara de Imericia, hija y heredera del duque Demetrio I de Imericia. Sus hijos fueron:
- Bagrat VI de Georgia (1435-1478), rey de Georgia y fundador de la línea de reyes de Imericia que reinó en esta región hasta 1810.
- Goulkan (no murió después de 1508 bajo el nombre de Gaiane) se casó con Amirindo I Zedginidze condestable de Georgia

Después de su muerte en fecha indeterminada entre 1435 y 1446, su viuda se casó con su sobrino, Demetrio III de Georgia.